# Ricettoarchitektur

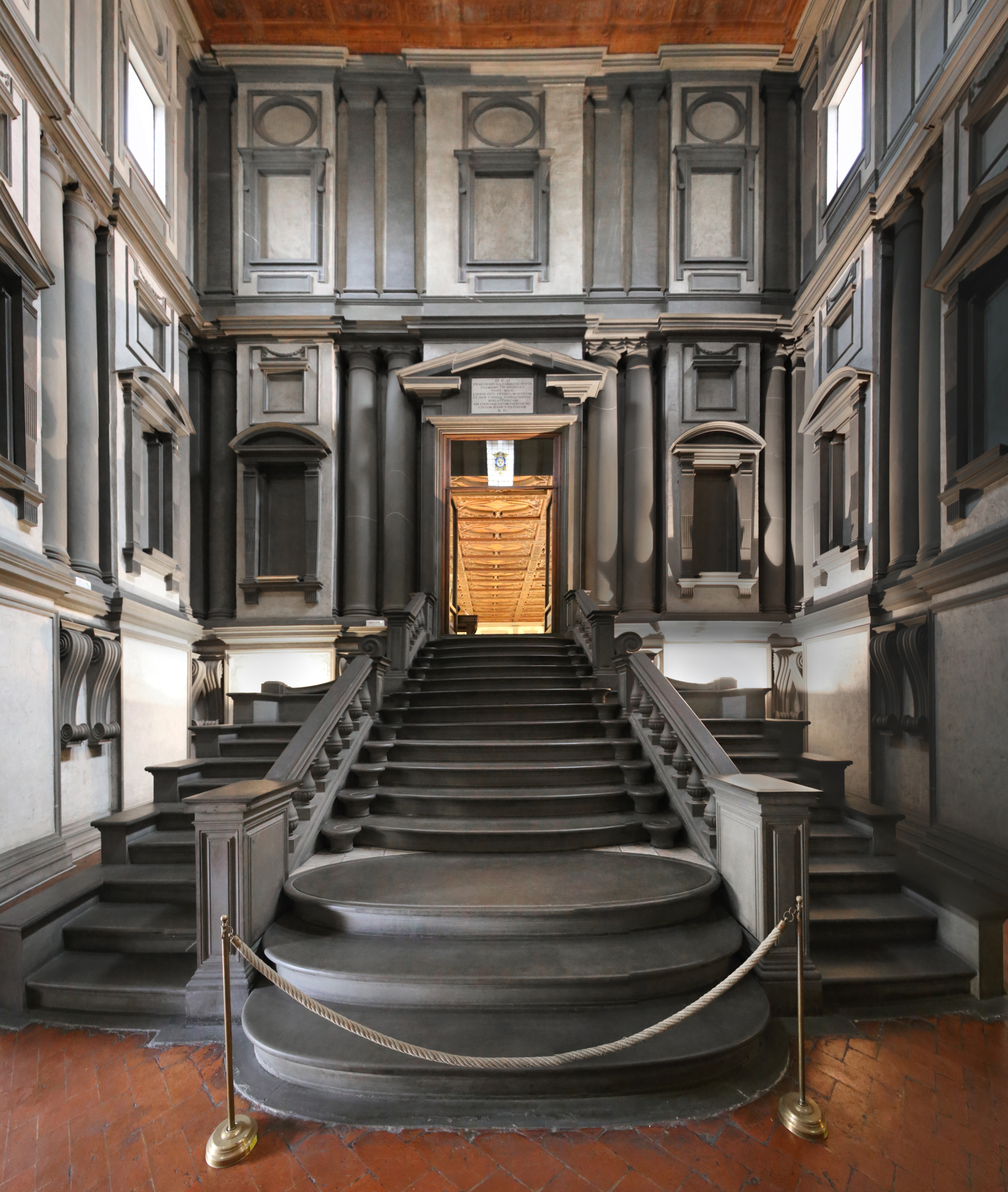
Vestibül der Biblioteca Laurenziana mit Säulenpaaren in Ricetto-Anordnung.

Ricettoarchitektur (auch Ricetto-Motiv oder Ricetto-Form) bezeichnet ein architektonisches Motiv, bei dem eine Freisäule so angeordnet ist, dass sie eine zwischen zwei Mauerteilen eingeengte Stellung einnimmt (italienisch ricetto – Behältnis, Zuflucht, Zwinger). Eine solche Ricetto-Säule kann sowohl tragend als auch nicht-tragend ausgeführt sein.

## Geschichte, Anwendung
Eines ihrer frühesten dokumentierten einer Ricetto-Säule begegnet am Grabbau der Annia Regilla (sogenannter Tempel des Deus Rediculus) in Rom (nach 160 n. Chr.). Abgesehen von der Baukunst des Mittelalters, wurde sie erst wieder von Michelangelo in der Biblioteca Laurenziana in Florenz angewandt.

## Riccetto als Zwinger
Im Festungsbau wird das zwischen zwei Wehrmauern oder als Wehrmauern dienenden Gebäuden gelegene Areal (Zwinger) im Italienischen ebenfalls als ricetto bezeichnet. Im Mittelalter wurden ganze Dorfplätze so bebaut, dass sie sich im Verteidigungsfall als Zwinger eigneten (bekannt ist vor allem der Ricetto di Candelo).